# Сабунчу
Сабунчу (азерб. Sabunçu) — селище міського типу в Азербайджані, на Апшеронському півострові, адміністративний центр Сабунчунського району Бакинської агломерації.

## Історія

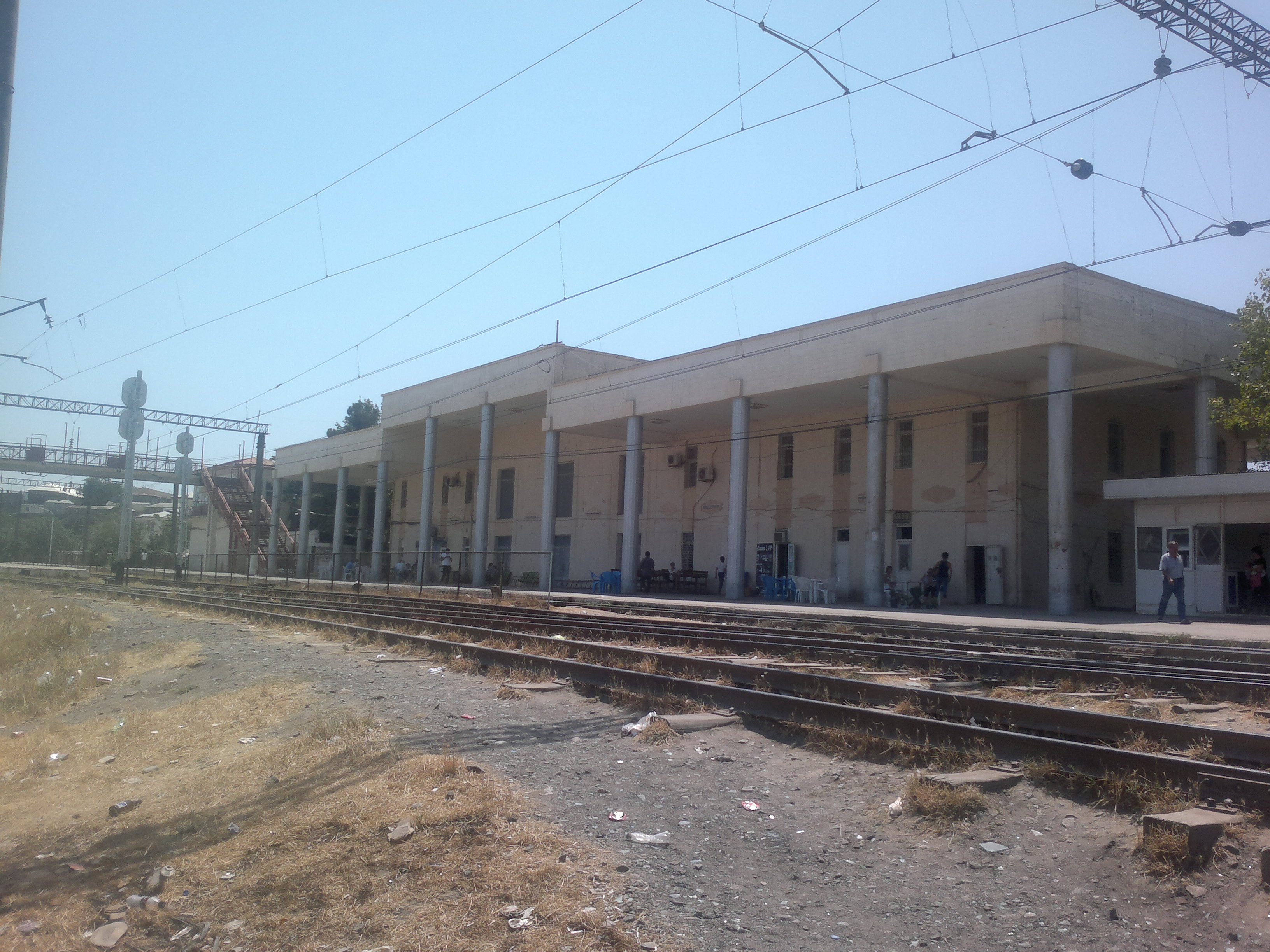
Будівля залізничного вокзалу в Сабунчу

У XVIII столітті село Сабунчу, разом з іншим апшеронським селом Забрат, було передано у володіння сардару Ашур-беку Афшару, родоначальнику азербайджанського дворянського роду Ашурбекових. Ще в 1825 році село було одним з основних районів нафтовидобутку на Апшероні. У 1880 році до Сабунчу з Баку була проведена вузькоколійна залізниця довжиною 26 кілометрів, що спочатку призначалася для транспортування нафти на міські заводи. В 1900 році в Сабунчу були засновані механічні майстерні фірми «Бенкендорф», які в радянський час були перетворені в чинний донині машинобудівний завод «Бакинський робочий». У 1926 році по лінії Баку — Сабунчу був пущений перший в СРСР моторвагонний приміський поїзд («електричка»).
Національно-конфесійний склад села до другої половини XIX століття залишався однорідним, однак бурхливий розвиток нафтової промисловості приваблював сюди людей різних національностей і віросповідань. В 1904 році в Сабунчах, або як тоді називали це місце — в Балаханах (на Балахано-Сабунчуно-Романінській нафтопромисловій площі), за проектом губернського архітектора Д. Д. Буйнова була збудована церква преподобного Макарія Єгипетського, (знищена більшовиками 1933 року). Наприкінці XIX століття у Сабунчу була також і синагога гірських євреїв. З 1900 року до 1931 в Сабунчу діяла іранська школа «Тамадон».

## Населення
За статистичними даними 1893 року, в Сабунчу жило 814 осіб, усі — тати.
Населення становило 25,7 тис. жителів в 1975 році і 22,1 тис. — в 2008.